# Superhero Movie
A Superhero Movie (vagy egyszerűen csak Superhero) 2008-as amerikai paródia film, amely a szuperhősfilmek paródiája (főleg a 2002-es Pókember, illetve a 2005-ös Batman: Kezdődik! filmeké). A filmet Craig Mazin készítette, a főszerepben pedig Drake Bell, Sara Paxton, Christopher McDonald és Leslie Nielsen láthatóak. Eredetileg "Superhero!" volt a film címe, ezzel utalva David Zucker korábbi filmjére, az Airplane!-re, melyben szintén játszott Nielsen. A filmre nagy hatással voltak a Zucker-Abrahams-Zucker trió korábbi paródia filmjei, mint az Airplane! és a Csupasz pisztoly.

## Cselekmény
A film főszereplője Rick Rieker (Drake Bell), aki egy átlagos fiú. Egy laboratóriumba tett iskolai kirándulás során megcsípi egy mutáns szitakötő, így szuperhőssé válik.

## Története
A filmet eredetileg 2007. február 9.-én mutatták volna be, Superhero! néven, David Zucker rendezésében. Azonban a dátumot eltolták, a film forgatása 2007. szeptember 17.-én kezdődött New Yorkban. A rendezői székbe végül Craig Mazin ült, Zucker pedig a producer lett.
Zucker szerint a film főleg a 2002-es Pókember, illetve a 2005-ös Batman: Kezdődik! című filmek paródiája, de kiparodizálják az X-Men, a Fantasztikus Négyes és a Superman filmsorozatokat is. A producer elmondta, hogy a film az egész szuperhős műfaj paródiája. Ezeken kívül több filmet is parodizálnak, illetve személyeket is, például Stephen Hawkingot.

## Szereplők
| Szereplő                | Színész              | Magyar hang     |
| Rick Riker/Szitakötő    | Drake Bell           | Előd Botond     |
| Jill Johnson            | Sara Paxton          | Roatis Andrea   |
| Lou Landers/Homokóra    | Christopher McDonald | Mihályi Győző   |
| Trey                    | Kevin Hart           | Kisfalusi Lehel |
| Albert bácsi            | Leslie Nielsen       | Barbinek Péter  |
| Lucille néni            | Marion Ross          | Illyés Mari     |
| Xavier Professzor       | Tracy Morgan         | Potocsny Andor  |
| Dr. Mendell Strom       | Brent Spiner         | Csuha Lajos     |
| Lance Landers           | Ryan Hansen          | Kossuth Gábor   |
| Stephen Hawking         | Robert Joy           | Katona Zoltán   |
| Blaine Riker            | Robert Hays          | Kapácsy Miklós  |
| Rendőrfőnök             | Keith David          | Kapácsy Miklós  |
| Szitakötő jelmezes alak | Steve Monroe         | Kapácsy Miklós  |
| Takarító                | Craig Mazin          | Kapácsy Miklós  |
| Dr. Whitby              | Jeffrey Tambor       | Bartók László   |
| Carlson                 | Dan Castellaneta     | Bartók László   |
| Mrs. Xavier             | Regina Hall          | Kelemen Kata    |
| Láthatatlan lány        | Pamela Anderson      | Szabó Gertrúd   |
| Főszerkesztő            | Rod McLachlan        | Garai Róbert    |
| Őrült szerkesztő        | John Getz            | Végh Ferenc     |
| Bankrabló               | Vincent LaRusso      | Hegedüs Miklós  |
| Kamion sofőr            | Karlton Johnson      | Hegedüs Miklós  |
| Ed                      | Byrne Offutt         | Fehér Péter     |
| Jill anyja              | Charlene Tilton      | Grúber Zita     |
| Felolvasó               | –                    | Endrédi Máté    |

## Fogadtatás
A film nagyrészt negatív kritikákban részesült. A Rotten Tomatoes honlapján 17%-ot ért el, és 3.6 pontot ért el a tízből. Az oldalon látható kritika szerint "a Superhero nem a legrosszabb paródia film, de unalmas poénokra és béna popkulturális utalásokra támaszkodik." A Metacritic honlapján 33 pontot ért el a százból. A Port.hu honlapján 7 pontot ért el a tízből, 336 szavazat alapján. Az IMDb-n 4 pontot ért el a 10-ből. 35 millió dollárba került, és 71 millió dolláros bevételt hozott a pénztáraknál.